# Fronteira Moldávia–Roménia
A fronteira entre Moldávia e Romênia é formada pelo rio Prut que corre a oeste da Moldávia por 450 km. A fronteira se estende entre duas fronteiras tríplices da Moldávia e Romênia com a Ucrânia. Foi definida e traçada por uma comissão soviética logo após a anexação em 1940 da Bessarábia pela União Soviética, como parte do secreto Pacto Germano-Soviético. 